# Rio Altmühl
O Altmühl é um rio na Baviera, na Alemanha. É um afluente esquerdo do Danúbio e tem aproximadamente 230 km de comprimento.
A fonte do Altmühl fica situada perto da cidade de Ansbach. O rio percorre como um riacho estreito entrando no norte de Altmühlsee (um lago) de Gunzenhausen. Depois de deixar o rio para Gunzenhausen uma curva larga descreve pela Alva franca. Entra no parque da natureza do vale Altmühl que é famoso pela sua beleza natural: Os meandros do rio Altmühl cortaram desfiladeiros fundos nas montanhas da Alva franca.